# Cnethodonta
Cnethodonta is een geslacht van vlinders van de familie tandvlinders (Notodontidae).

## Soorten
- C. baibarana Matsumura, 1929
- C. cyanea Leech, 1888
- C. grisescens Staudinger, 1887
- C. japonica Sugi, 1980